# Тиберий Семпроний Гракх (консул 215 пр.н.е.)
Вижте пояснителната страница за други личности с името Тиберий Семпроний Гракх.
Тиберий Семпроний Гракх (на латински: Tiberius Sempronius Gracchus; † 212 пр.н.е.) e политик на Римската република през 3 век пр.н.е. от патрицианската фамилия Семпронии и през 215 и 213 пр.н.е. консул.
Син е на със същото име (консул 238 пр.н.е.).
През 216 пр.н.е. той е едил. След това диктатор Марк Юний Пера го избира за своя magister equitum.
През 215 пр.н.е. Гракх е избран за консул.
Неговият колега трябва да е Луций Постумий Албин, но е убит във войната против племето боии. Гракх ръководи изборите за нов консул и се избира Марк Клавдий Марцел за суфектконсул. Обаче авгурите не признават този избор, също и патрициите не са съгласни. Изборът се повтаря и се избира много влиятелният Квинт Фабий Максим Верукоз.
Гракх тръгва с войската към Кампания и печели атака против Ханибал до Куме. Следващата година (214) той остава на поста си и получава затова продължен imperium.
При Беневентум той побеждава Ханос, който иска да се срещне с Ханибал.
През 213 пр.н.е. Гракх отново е избран за консул с Квинт Фабий Максим, който е син на предишния му колега Фабий Верукоз.
Той се бие в Лукания и остава там след свършването на мандата му. Затова той определя един диктатор, който да проведе изборите на консули за 212 пр.н.е. Там той е убит на „старите поляни“ (Campi Veteres). Главата му е изпратена на Ханибал, който после я дава обратно на римляните и те я погребват с почести.